# Greiss zu Wald

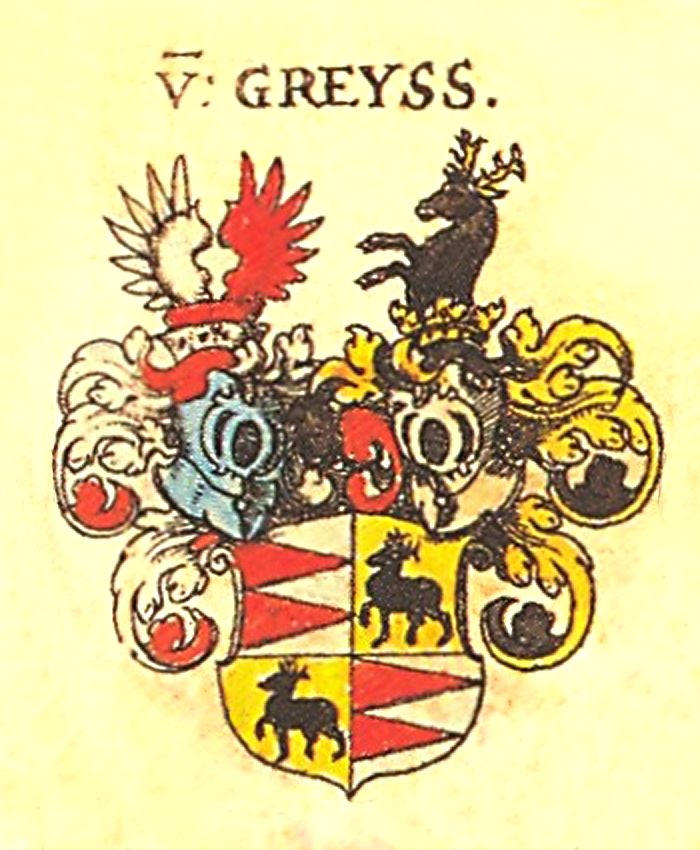
Wappen der Freiherren von Greyss, zwischen 1701 und 1705, Siebmachers Wappenbuch, Teil 1

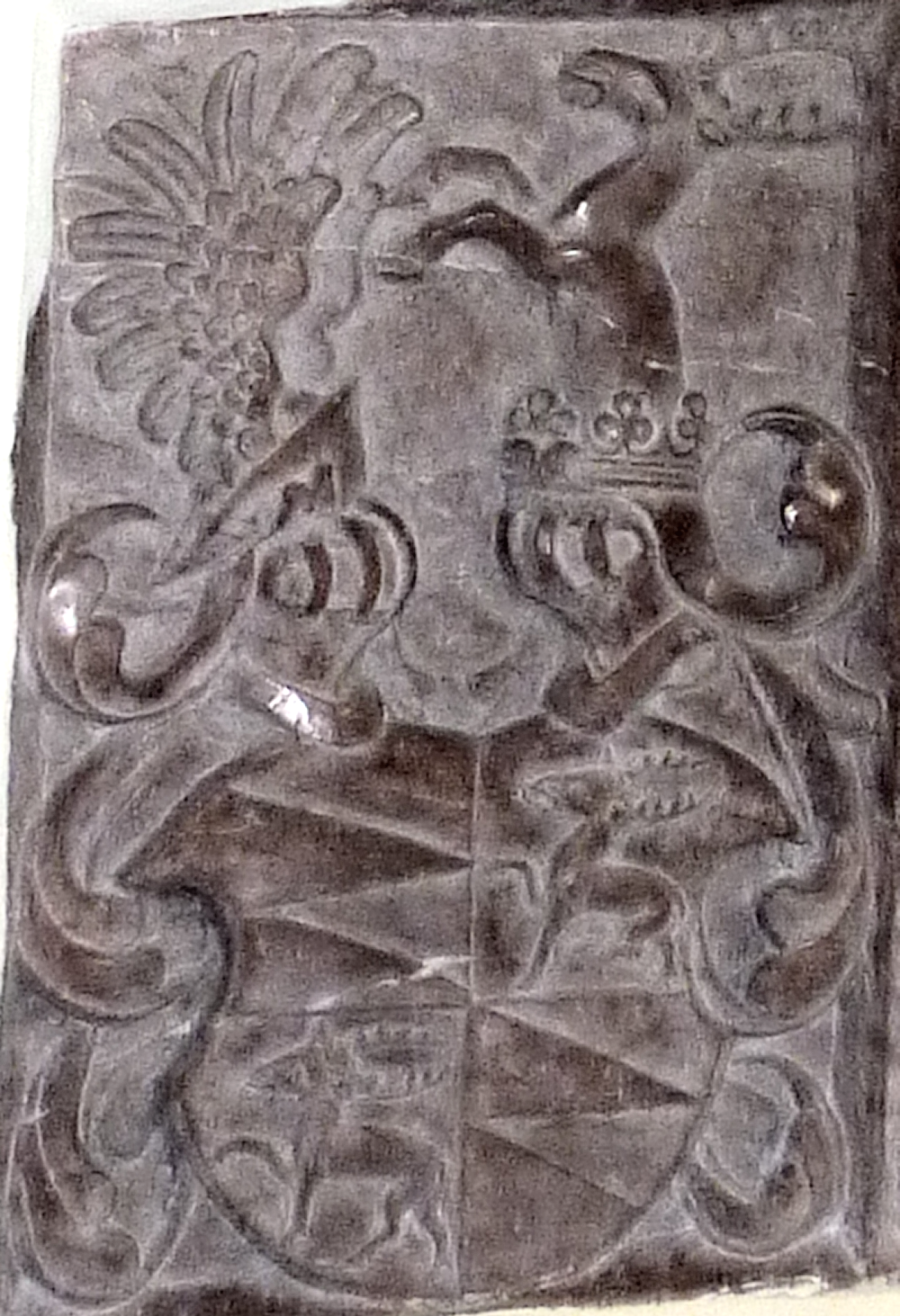
Steinernes Wappen derer von Greiss auf Grabdenkmal des Wilhelm von Greiss zu Wald und Gattin Barbara, geb. Mersburg, Pfarrkirche Pyhra

Die Greiss zu Wald (auch Greiß, Greyss, Greissen, Greyssen, zum Wald) waren ein altes ursprünglich thüringisches Rittergeschlecht, das um 1500 unter Maximilian I. nach Österreich kam und 1607 in den Freiherrnstand erhoben wurde.

## Geschichte

### Ursprung und Besitztümer
1229 wird ein Renvardus de Grucen im Sächsischen Hauptstaatsarchiv genannt. Wilhelm Greiss, Ritter, Hof- und Land-Jägermeister von Maximilian I. war der erste in Österreich ansässige dieses Geschlechts und wurde 1510 mit der Herrschaft Wald (bei Pyhra) belehnt.

### Nobilitierung und Erlöschen
Die Greissen (Johann, Hanns Wilhelm und Seyfried und deren Vettern Wolf Dietrich, Sebastian und Hans Sigismund) erhielten am 18. April 1607 ein Freiherrn-Diplom. 
Mit Johann Rudolf Freiherr von Greissen zum Wald stirbt 1659 das Geschlecht im Mannesstamm aus. 

## Wichtige Namensträger
- Wilhelm Greiss der Jüngere (* ?; † 1533): Rat und Obrister Jägermeister von Erzherzog Ferdinand, Herr von Gmünd und Gföhl
- Christoph Greiss  (* ?; † 1576): k. k. Oberstabelmeister (1558) und (seit 1568) niederösterreichischer Regimentsrat, Herr der Herrschaften und Schlösser Wald, Gmünd, Gföhl, Rosenau, Schrems und Sitzenberg,
- Christoph der Jüngere (* 1563; † 1617): Ritter, Herr auf Gföhl und Pielachhaag und (ab 1609) niederösterreichischer Landuntermarschall

## Wappen

### Stammwappen
Blasonierung des Stammwappens bzw. Ritterwappens: In Silber zwei rechts herein gehende, rote Querspitzen.

### Freiherrnwappen
Blasonierung des Freiherrenwappens von 1607: Schild geviert: 1 und 4 das Stammwappen und 2 und 3 in Gold ein rechts einhergehender, schwarzer Rehbock.

## Denkmäler
In der Pfarrkirche Pyhra bei St. Pölten, Niederösterreich befindet sich ein Grabdenkmal an der Südwand des Presbyteriums zu Hans Jakob von Greiss zu Wald, Gattin Magdalena von Eitzing und deren Kinder. Zudem findet sich dort auch ein Grabdenkmal an der Nordwand des rechten Seitenchores mit Wilhelm von Greiss zu Wald und Gattin Barbara geb. Mersburg. Links zeigt sich das Wappen derer von Greiss. Ein Grabdenkmal an der Südwand des rechten Seitenchores stellt Christoff von Greiss zu Wald und Gattin Magdalena sowie deren Kinder dar.

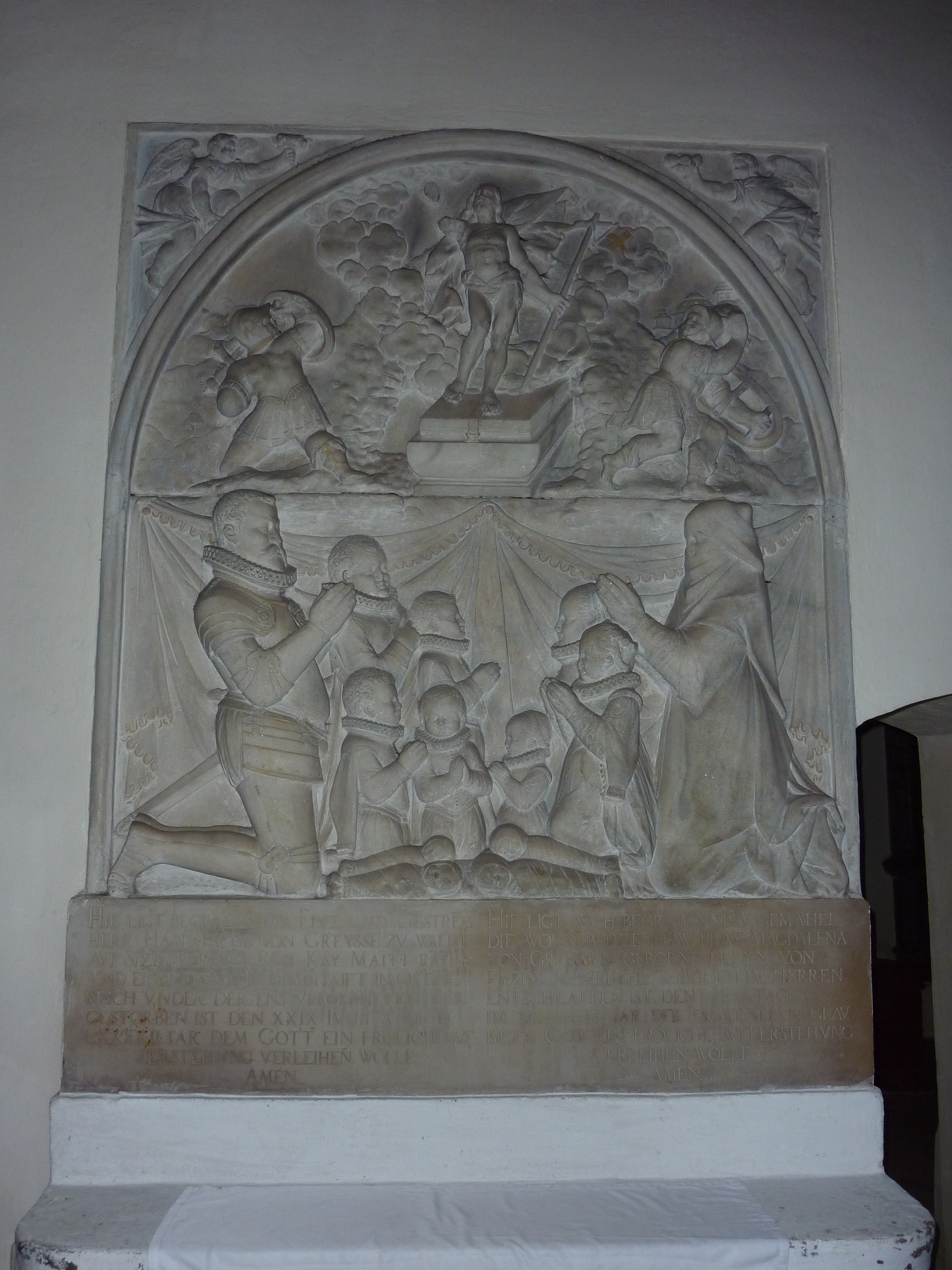
Hans Jakob von Greiss zu Wald, Gattin Magdalena von Eitzing und Kinder
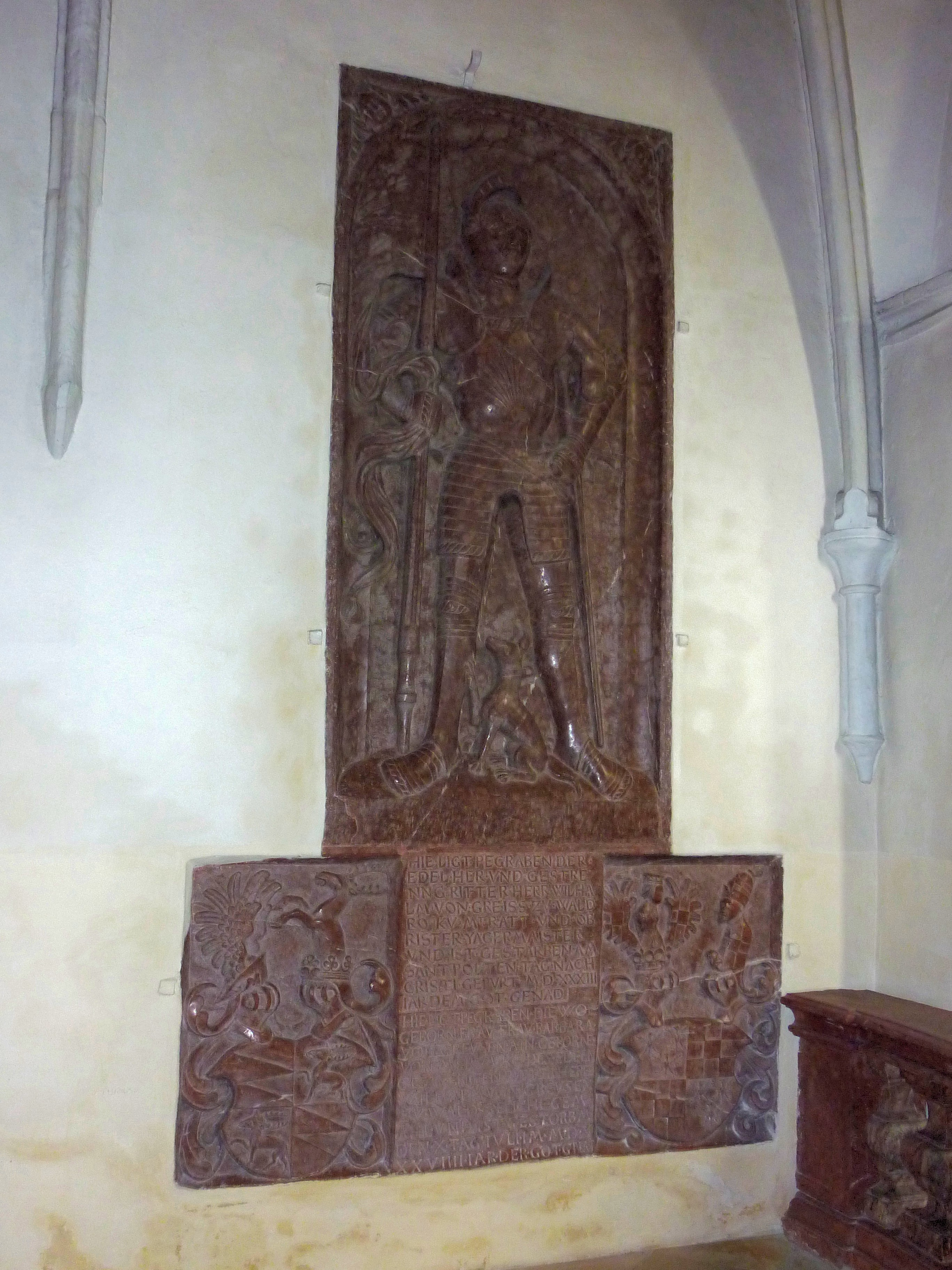
Wilhelm von Greiss zu Wald, Gattin Barbara geb. Mersburg (links: Wappen derer von Greiss)
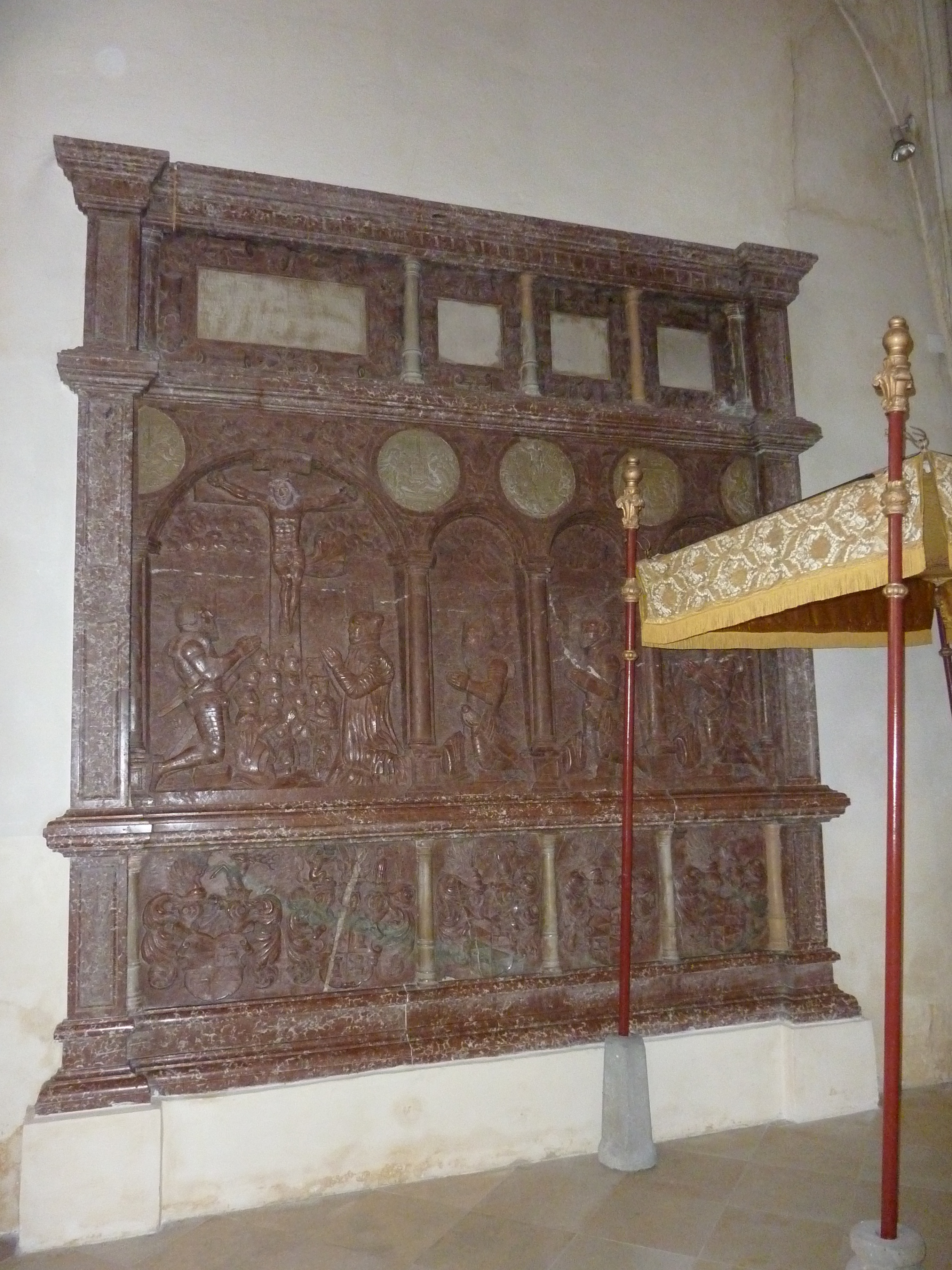
Christoff von Greiss zu Wald, Gattin Magdalena und Kinder